# Sét tảng lăn
Sét tảng lăn là một loại đá trầm tích được tạo thành từ sự xói mòn của các sông băng. 

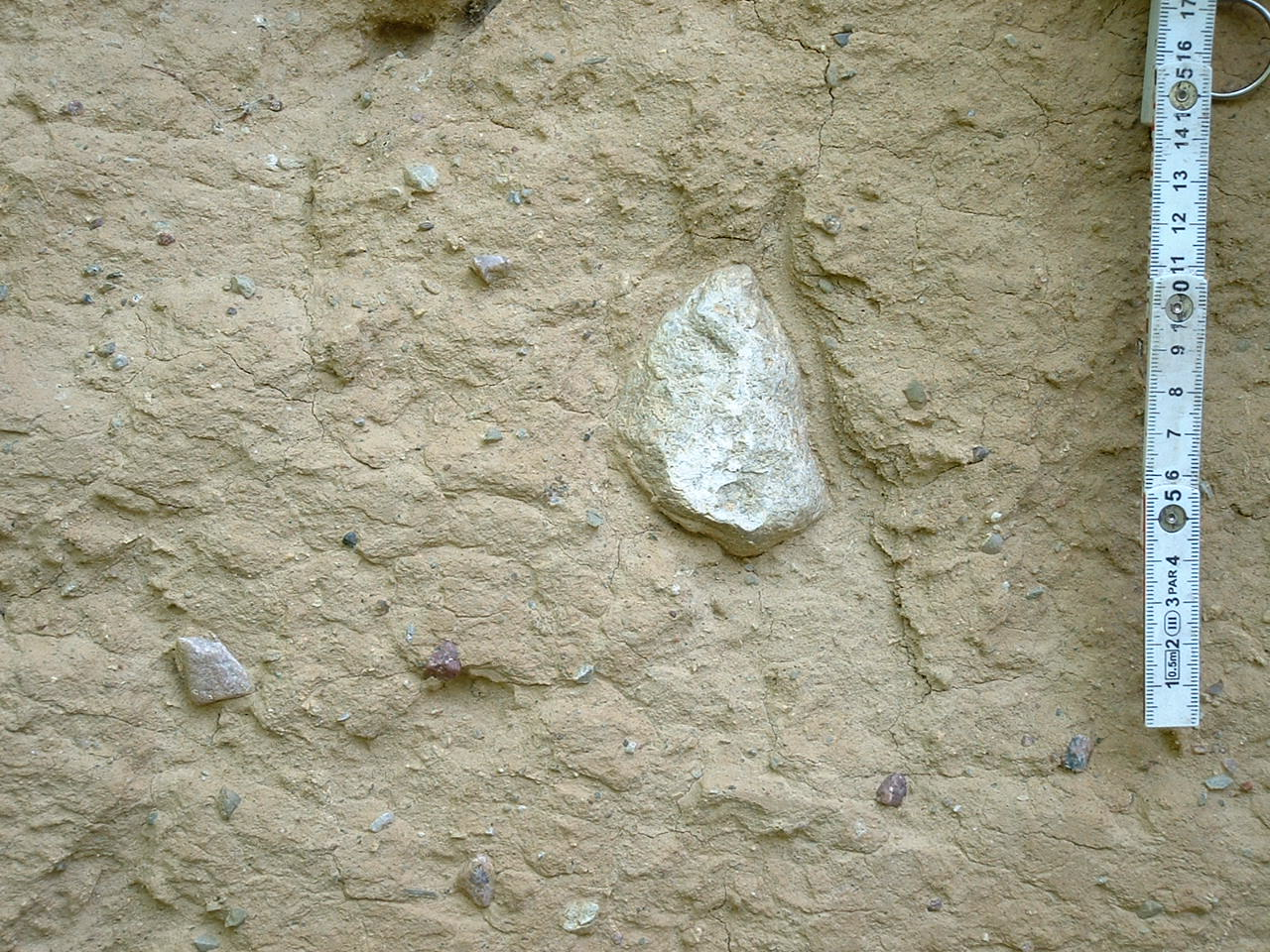
Cận cảnh sét tảng lăn. Lưu ý rằng các hạt lớn hơn (đá cuội và sỏi) luôn được bao quanh bởi các hạt nhỏ hơn (phù sa và cát). Đây là một đặc trưng của sét tảng lăn.

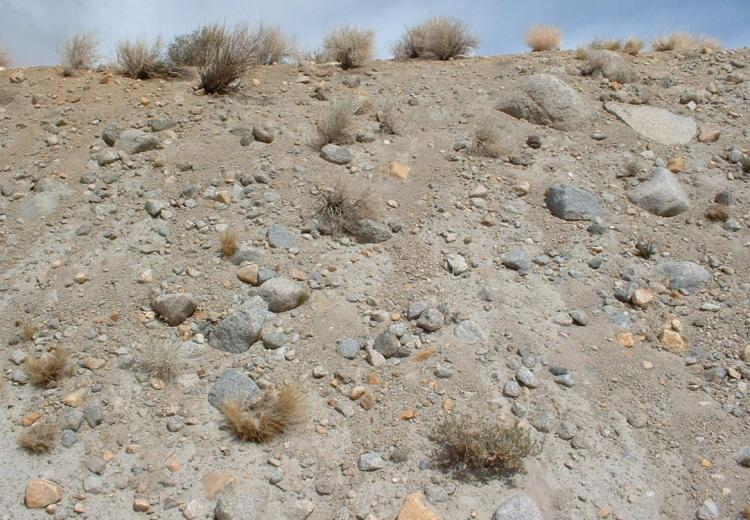
Bụi cỏ trên sét tảng lăn.
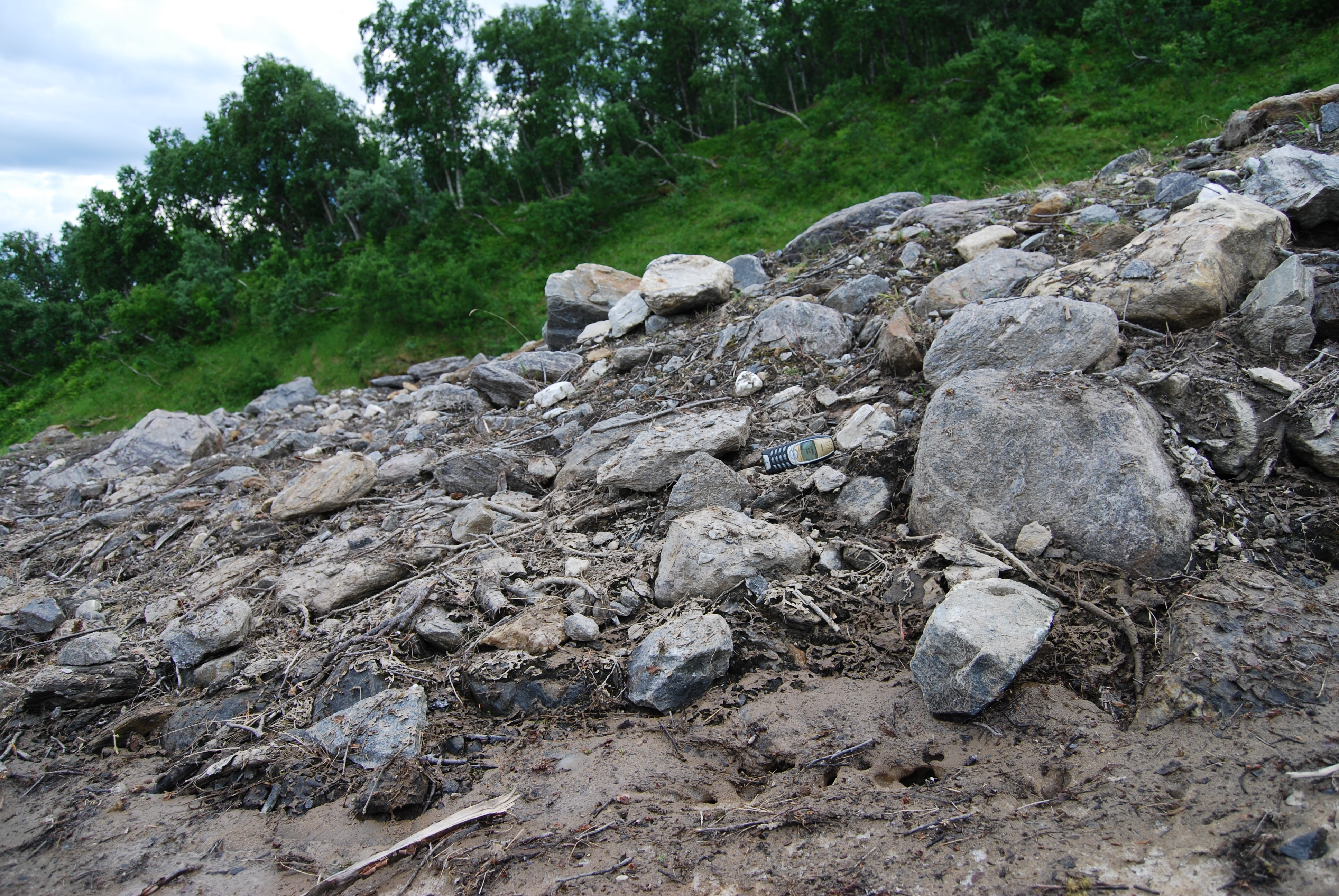
Sạt lở sét tảng lăn, Na Uy.